# Masters de Indian Wells 1990
El 1990 Newsweek Champions Cup and the Virginia Slims of Indian Wells fue la 14.ª edición del Abierto de Indian Wells, un torneo del circuito ATP y WTA Tour. Se llevó a cabo en las canchas duras de Indian Wells, en California (Estados Unidos), entre el 6 y el 20 de marzo de ese año.

## Ganadores

### Individual masculino
Stefan Edberg venció a  Andre Agassi, 6–4, 5–7, 7–6, 7–6

### Individual femenino
Martina Navratilova venció a  Helena Suková, 6–2, 5–7, 6–1

### Dobles masculino
Boris Becker /  Guy Forget vencieron a  Jim Grabb /  Patrick McEnroe, 4–6, 6–4, 6–3

### Dobles femenino
Jana Novotná /  Helena Suková vencieron a  Gigi Fernández /  Martina Navratilova, 6–2, 7–6(8–6)